# ピエール＝オリヴィエ・グランシャ
ピエール＝オリヴィエ・グランシャ（Pierre-Olivier Gourinchas、1968年3月30日 - ）は、フランスの経済学者。カリフォルニア大学バークレー校教授。専門は、マクロ経済学・国際金融。
現在カリフォルニア大学バークレー校でSKおよびAngela Chan経営学教授を務めるフランスのエコノミストであり、Clausen Center for International Business and Policyを指揮し、ハーススクールオブビジネスに所属している。彼の研究はマクロ経済学、特に国際マクロ経済学と国際金融に焦点を当てている。 2008年、グリンチャスはフランスの最優秀若手経済学者賞を受賞した。 

## 来歴
入試で5位の成績を収めて、1987年にエコール・ポリテクニークに入学し、1990年に卒業。続けて1990年から1993年まで国立土木学校（ENPC）で学び、社会科学高等研究院（EHESS）からDEAを取得。1993マサチューセッツ工科大学に進学し1996年に経済学博士号（Ph.D.）を取得。学位論文は「為替レートと消費に関するエッセイ」。オリヴィエ・ブランチャード、リカルド・カバレロ、ルディガー・ドーンブッシュの下での為替レートと消費に関する論文である。
スタンフォード大学助教授、プリンストン大学助教授を経て、2003年からカリフォルニア大学バークレー校に着任。2008年に同大准教授。2013年からクラウセン国際ビジネス政策センターの所長、2014年同大ハース経営大学院教授となる。
2009年からIMF職員、2012年から経済分析評議会の評議員を務めている。
2017年フランス大統領選挙では、エマニュエル・マクロンを支持した。
さらに、 IMF Economic Reviewの編集長、 Journal of International Economicsの編集長、 NBER International Finance andMacroeconomicsプログラムの共同ディレクターでもある。 

## 主要な出版物
- Gourinchas, P.O., Parker, J.A. (2002). Consumption over the life cycle. Econometrica, 70(1), pp. 47-89.
- Gourinchas, P.O., Farhi, E., Caballero, R.J. (2008). An Equilibrium Model of "Global Imbalances" and Low Interest Rates. American Economic Review, 98, pp. 358-393.
- Gourinchas, P.O., Rey, H. (2007). From world banker to world venture capitalist: US external adjustment and the exorbitant privilege. In: Clarida, R.H. (ed.). G7 Current Account Imbalances. Chicago: University of Chicago Press, pp. 11-66.
- Gourinchas, P.O., Rey, H. (2005). International financial adjustment. NBER Working Paper Series.
- Gourinchas, P.O., Jeanne, O. (2006). The elusive gains from international financial integration. Review of Economic Studies, 73(3), pp. 715-741.
- Gourinchas, P.O., Obstfeld, M. (2012). Stories of the twentieth century for the twenty-first. American Economic Journal: Macroeconomics, 4(1), pp. 226-265.
- Gourinchas, P.O., Valdes, R., Landerretche, O. (2001). Lending booms: Latin America and the world. NBER Working Paper Series.
- Gourinchas, P.O., Jeanne, O. (2007). Capital flows to developing countries: The allocation puzzle. NBER Working Paper Series.
- Gourinchas, P.O., Rey, H. (2014). External adjustment, global imbalances, valuation effects. In: Handbook of International Economics, vol. 4. Amsterdam: Elsevier, pp. 585-645.
- Gourinchas, P.O., Tornell, A. (2004). Exchange rate puzzles and distorted beliefs. Journal of International Economics, 64(2), pp. 303-333.
- Li, N. et al. (2010). International prices, costs, and markup differences. American Economic Review.